# Up with Donald Byrd
Up with Donald Byrd  è un album di Donald Byrd, pubblicato dalla Verve Records nel 1965. Tutti i brani del disco furono registrati al Van Gelder Studio di Englewood Cliffs, New Jersey (Stati Uniti) nelle date indicate nella lista tracce.

## Tracce
Lato A
1. Blind Man, Blind Man – 2:27 (Herbie Hancock) – Registrato il 6 ottobre 1964
2. Boom Boom – 4:19 (John Lee Hooker) – Registrato il 2 novembre 1964
3. House of the Rising Sun – 4:05 (Brano tradizionale, arrangiamento Claus Ogerman) – Registrato il 2 novembre 1964
4. See See Rider – 2:38 (Rainey) – Registrato il 2 novembre 1964
5. Cantelope Island – 5:00 (Herbie Hancock) – Registrato il 16 dicembre 1964

Lato B
1. Bossa – 7:57 (Donald Byrd) – Registrato il 16 dicembre 1964
2. Sometimes I Feel Like a Motherless Child – 5:10 (Brano tradizionale, arrangiamento Donald Byrd) – Registrato il 16 dicembre 1964
3. You've Been Talkin' 'Bout Me Baby – 2:30 (Garnett, Hirsch, Riviera) – Registrato il 6 ottobre 1964
4. My Babe – 2:45 (Willie Dixon) – Registrato il 2 novembre 1964

## Musicisti
A1 e B3
- Donald Byrd - tromba
- Jimmy Heath - sassofono tenore (solo nel brano: Blid Man, Blind Man)
- Herbie Hancock - pianoforte
- Kenny Burrell - chitarra
- Bob Cranshaw - contrabbasso
- Grady Tate - batteria
- The Donald Byrd Singers - accompagnamento vocale, cori
- Claus Ogerman - arrangiamenti, conduttore musicale

A2, A3, A4 e B4
- Donald Byrd - tromba
- Jimmy Heath - sassofono tenore (tranne nel brano: House of the Rising Sun)
- Herbie Hancock - pianoforte
- Kenny Burrell - chitarra
- Bob Cranshaw - contrabbasso
- Grady Tate - batteria
- The Donald Byrd Singers - accompagnamento vocale, cori
- Claus Ogerman - arrangiamenti, conduttore musicale

A5, B1 e B2
- Donald Byrd - tromba
- Stanley Turrentine - sassofono tenore (tranne nel brano: Sometimes I Feel Like a Motherless Child)
- Herbie Hancock - pianoforte
- Kenny Burrell - chitarra (tranne nel brano: Sometimes I Feel Like a Motherless Child)
- Ron Carter - contrabbasso
- Grady Tate - batteria
- Candido (Candido Camero) - percussioni (tranne nel brano: Sometimes I Feel Like a Motherless Child)
- The Donald Byrd Singers - accompagnamento vocale, cori[5]